# Who We Used to Be
| Recensione      | Giudizio |
| --------------- | -------- |
| Clash           | 7/10     |
| Financial Times |          |
| I               |          |
| Retropop        |          |
| The Times       |          |

Who We Used to Be è il settimo album in studio del cantautore britannico James Blunt, pubblicato il 27 ottobre 2023 dall'etichetta Atlantic Records.

## Descrizione
Per la realizzazione del disco, Blunt ha lavorato con diversi produttori, tra cui  Jonny Coffer, Red Triangle, Jack & Coke e Steve Robson, già presenti in molti dei lavori passati del cantautore.

In un'intervista per RTL 102.5, Blunt ha così raccontato il progetto musicale:

Durante un'altra intervista per Sky TG24, Blunt ha inoltre aggiunto che l'album parla di relazioni:
 Tra le tracce, All the Love That I Ever Needed è dedicata alla moglie, mentre in In Dark Thought l'autore ricorda l'amicizia con Carrie Fisher, iniziata nel 2002.

## Copertina
La copertina dell’album raffigura Blunt da bambino. La foto è stata scattata dal padre del cantautore e ritoccata per rendere il cielo soleggiato.

## Promozione
L'album è anticipato dal singolo di lancio Beside You, uscito come primo estratto il 2 agosto 2023. Il 22 settembre seguente Blunt pubblica il brano All the Love That I Ever Needed. Meno di due settimane dopo esce anche The Girl That Never Was, pubblicato il 4 ottobre 2023.
Il disco viene promosso attraverso il Who We Used to Be Tour, una tournée del 2024 in giro per l'Europa, il Regno Unito e l'Australia.

## Tracce
1. Saving a Life – 2:55 (James Blunt, Amy Wadge, Jakob Hazell, Svante Haldin)
2. Some Kind of Beautiful – 2:58 (James Blunt, Jonny Coffer, Mike Needle)
3. Beside You – 3:05 (James Blunt, Ennio Morricone, David Strääf, James Essien, Richard Boardman)
4. Last Dance – 2:48 (James Blunt, Nick Atkinson, Steve Robson)
5. All the Love That I Ever Needed – 3:17 (James Blunt, Nick Hahn)
6. The Girl That Never Was – 3:13 (James Blunt, Rick Parkhouse, George Tizzard)
7. Cold Shoulder – 3:08 (James Blunt, George Tizzard, Rick Parkhouse)
8. I Won't Die With You – 3:04 (James Blunt, George Tizzard, Rick Parkhouse)
9. Dark Thought – 2:43 (James Blunt, George Tizzard, Rick Parkhouse)
10. Glow – 2:50 (James Blunt, Mike Needle, Richard Boardman)

Tracce bonus nella versione deluxe
1. Confetti and Roses – 3:43 (James Blunt, Dewain Whitmore, Steve Robson)
2. Care a Little Less – 3:45 (James Blunt, Jo Hill, Sunny Berhane)
3. A Thousand Lives – 3:10 (James Blunt, Jo Hill, Mike Needle, Richard Boardman, Sean Michael Poole)
4. When You're Gone – 3:02 (James Blunt, Jonny Coffer, Mike Needle, Nick Bradley, Sunny Berhane)

## Classifiche
| Classifica (2023) | Posizione massima |
| ----------------- | ----------------- |
| Australia         | 61                |
| Austria           | 5                 |
| Belgio (Fiandre)  | 24                |
| Belgio (Vallonia) | 21                |
| Francia           | 29                |
| Germania          | 11                |
| Italia            | 97                |
| Nuova Zelanda     | 40                |
| Paesi Bassi       | 15                |
| Regno Unito       | 5                 |
| Svizzera          | 4                 |
| Ungheria          | 20                |